# Payas
Payas là một huyện thuộc tỉnh Hatay, Thổ Nhĩ Kỳ. Từng là một thị trấn thuộc huyện Dörtyol, dân số thời điểm năm 2011 là 33.426 người, năm 2012 Payas được nâng thành cấp huyện và nhập thêm một số xã từ các huyện lân cận.